# Elektrometerröhre

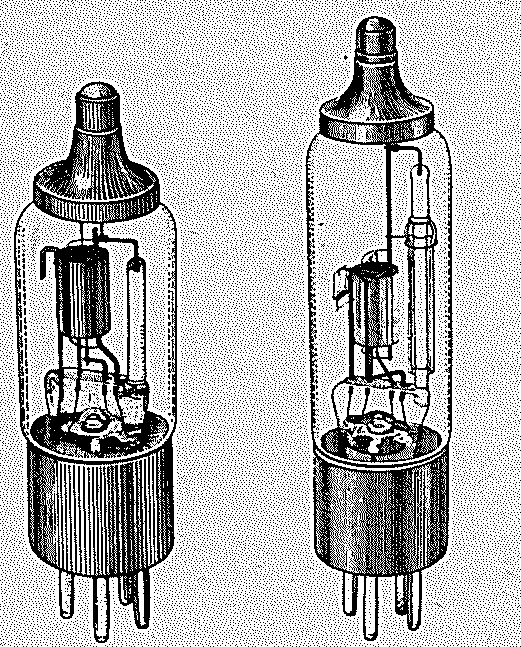
Illustration der beiden Elektrometerröhren T114 und T115. Der Gitteranschluss ist über die auf der Kolbenspitze befindliche Metallkappe herausgeführt.

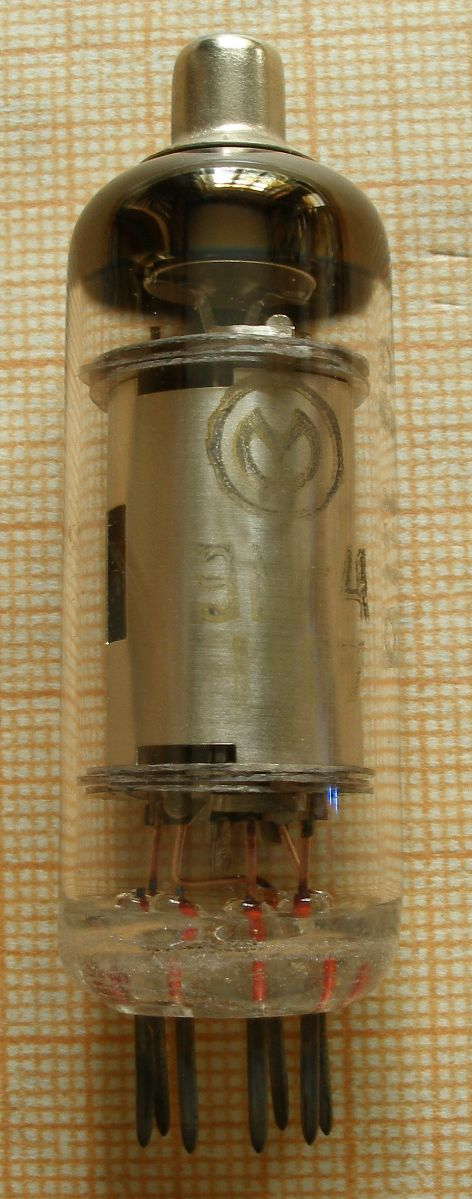
Sowjetische Elektrometerröhre EM-4 (ЭМ4)

Eine Elektrometerröhre ist eine spezielle Elektronenröhre mit einem besonders kleinen Gitterstrom. Sie ist in elektronischen Schaltungen seit den 1970er Jahren durch Operationsverstärker verdrängt worden und wird heute nicht mehr eingesetzt.
Herkömmliche Verstärkerröhren besitzen einen Gitterstrom in der Größenordnung von einigen nA. Bei Röhrenvoltmetern oder dem Röhrenelektrometer zur Messung von Gleichspannung an hochohmigen Spannungsquellen, wie z. B. dem pH-Meter, kommt es wesentlich darauf an, dass die Verstärkerröhre einen möglichst geringeren Gitterstrom aufweist. Elektronenröhren mit einem Gitterstrom in der Größenordnung von 10 fA bis 10 pA werden als Elektrometerröhren bezeichnet. Beispiele sind die um 1940 von der Firma AEG-Osram hergestellten Elektrometerröhren T114, und T115a, aber auch die noch in den 1960er Jahren lieferbaren T113 und T116.
Elektrometerröhren sind meist als Tetroden ausgeführt. Abweichend von der klassischen Tetrode dient das erste Gitter allerdings als sogenanntes Raumladegitter. Es wird mit positiver Spannung von 10 V betrieben und beschleunigt die von der Kathode ausgetretenen Elektronen in Richtung Anode. Das zweite Gitter ist bei Elektrometerröhren das Steuergitter, welches mit einer Vorspannung von −3 V die elektronenröhrentypische leistungslose Steuerung des Anodenstromes ermöglicht. Durch das Raumladegitter wird die aus konstruktiven Gründen meist nur schwach emittierende Kathode unterstützt. Dadurch bildet sich eine virtuelle Kathode zwischen Raumladegitter und Steuergitter aus.
Elektrometerröhren unterscheiden sich von herkömmlichen Elektronenröhren durch folgende konstruktive Veränderungen:
- Der hochohmige Steuergitteranschluss ist nicht über den Sockel aus dem Glaskolben herausgeführt, sondern über eine separate Anschlusskappe, um die Kriechstrecke zwischen Gitter- und weiteren Anschlüssen der Röhre zu maximieren.
- Die mechanische Befestigung und Aufhängung des Steuergitters im Inneren der Röhre erfolgt über meist gebogene Glasstäbe. Die komplizierte Aufhängung hat ihre Ursache darin, dass die Mitte des 20. Jahrhunderts für den Bau von Elektronenröhren zur Verfügung stehenden Glassorten eine vergleichsweise große elektrische Leitfähigkeit aufwiesen.
- Die elektrische Zuleitung zum Steuergitter ist im Innern der Röhre mit einer Glasschicht umgeben. Auch dies dient der Maximierung der Kriechstrecke zwischen Gitter und weiteren Elektroden. Im Fertigungsprozess können leitfähige Ablagerungen auf dem Quetschfuß entstehen, die die Gitterisolation verschlechtern können.
- Als Kathodenmaterial werden thorierte Wolframfäden verwendet, da Oxidkathoden im Betrieb zu viel Material abdampfen und reines Wolfram bei den geforderten niedrigen Temperaturen keine nennenswerte Elektronenemission aufweist.
- Kein klassischer Getter.

Eine weitere Verringerung des Gitterstromes kann durch externe Maßnahmen erreicht werden:
- Betrieb mit sehr kleinen Anodenspannungen, max. 6 V. Bei diesen geringen Energien kann keine Stoßionisation der unvermeidlichen Restgasmoleküle stattfinden.
- Betrieb mit möglichst geringer Kathodentemperatur, um ein Abdampfen und Niederschlagen von Kathodenmaterial zu verhindern.
- Rückstandsfrei gereinigte Glaskolbenaußenwandung.
- Betrieb in elektrisch abgeschirmten Gehäusen.
- Kein Lichteinfall auf die Röhre (Photoelektrischer Effekt).

Durch die niedrige Anodenspannung und geringe Kathodenemission ist die Steilheit von Elektrometerröhren gering. Sie beträgt bei der Röhre T114 55 µA/V bei einem Anodenstrom im Bereich von 100 bis 500 µA. Die Spannungsverstärkung ist damit sehr gering und liegt im Bereich von 1, bei manchen Elektrometerröhren sogar knapp unter 1. Elektrometerröhren dienen daher primär der Stromverstärkung.